# Pieve di San Vincenti
La pieve di San Vincenti si trova a San Vincenti, nel comune di Gaiole in Chianti, in provincia di Siena.
Appartiene alla diocesi di Arezzo-Cortona-Sansepolcro.

## Storia
La chiesa è documentata fin dal VII secolo, quando il suo nome era Basilica Sancti Vincenti in fundo Bonuspagis, come chiesa dipendente dal baptisterium di Altaserra. Seconda la tradizione sarebbe stata fondata da Servando vescovo di Arezzo e all'inizio dell'VIII secolo sarebbe stata ingrandita da Luperziano, anche lui vescovo aretino, il quale vi consacrò due altari dedicati rispettivamente a San Quirico e a San Lorentino. Poco dopo il 1000 presso la chiesa aveva sede un ospedale ma solo nel 1104 è attestata come pieve.
Curiosamente per tutta la sua storia ha sempre condiviso il piviere con la sopracitata pieve di Altaserra.

## Descrizione
Essa presenta un impianto basilicale a tre navate ed una sola abside semicircolare e mostra sia esternamente che all'interno i resti del paramento murario originale in filaretto di pietra alberese. 

### Esterno
Nelle fiancate laterali non presenta nessuna apertura e solo nell'abside è posta una monofora, che non si ritrova poi all'interno. La facciata oltre al portale di accesso, sormontato da una lunetta architravata, presenta una sola apertura costituita da una bifora che è anche l'unica fonte di luce per l'interno. In facciata sono visibili alcune mensole in pietra, probabilmente vennero realizzate per un portico che poi non venne costruito
Il campanile, ben conservato, è costruito in semplici forme, con quattro finestre monofore che si aprono sulla cella campanaria

### Interno
Le campate delle navate sono di misure diverse: i primi e gli ultimi valichi sono di ampiezza molto ridotta; le archeggiature poggiano su semplici pilastri a sezione quadrata ma si distingue una colonna della navata sinistra, circolare. Nel presbiterio i pilastri hanno addossata una semicolonna e sono sporgenti verso le navate minori, come se dovessero sorreggere delle archeggiature trasversali poi non realizzate. Da notare che gli archi di valico del presbiterio sono stati realizzati in laterizio a differenza di tutto il resto dell'edificio fatto con filaretti di alberese.
All'interno si conservano alcuni affreschi frammentari della fine del Trecento e un bel fonte battesimale del 1714.
Gli affreschi, anche se danneggiati, sono della scuola locale risalenti alla fine del XV inizio XVI secolo raffiguranti Madonna in trono con bambino ed Angeli musicanti su uno sfondo di un paesaggio, e San Francesco e la Madonna sempre su sfondo di paesaggio.
Il fonte battesimale è in pietra serena, semplice ed elegante, con scolpito lo stemma del pievano Pietro Saladini e la data del 1714, anno in cui deve essere stato effettuato uno dei restauri, perché lo stesso stemma e la stessa data la ritroviamo sull'architrave della porta di accesso laterale dal cortile della 'canonica'.
Nel cortile della canonica si affaccia anche una cisterna dell'acqua con le carrucole per attingere direttamente dal piano superiore senza dover scendere a basso, sull'architrave della porta di ingresso è scolpito lo stemma che fregiò le armi di Binduccio Ricasoli alle crociate ed è lo stesso che orna la facciata della Pieve di Spaltenna.
Sulla sinistra della facciata si erge il campanile a torre, edificato forse durante il restauro settecentesco, perché l'originario era sulla destra della facciata, oggi inglobato nella canonica.

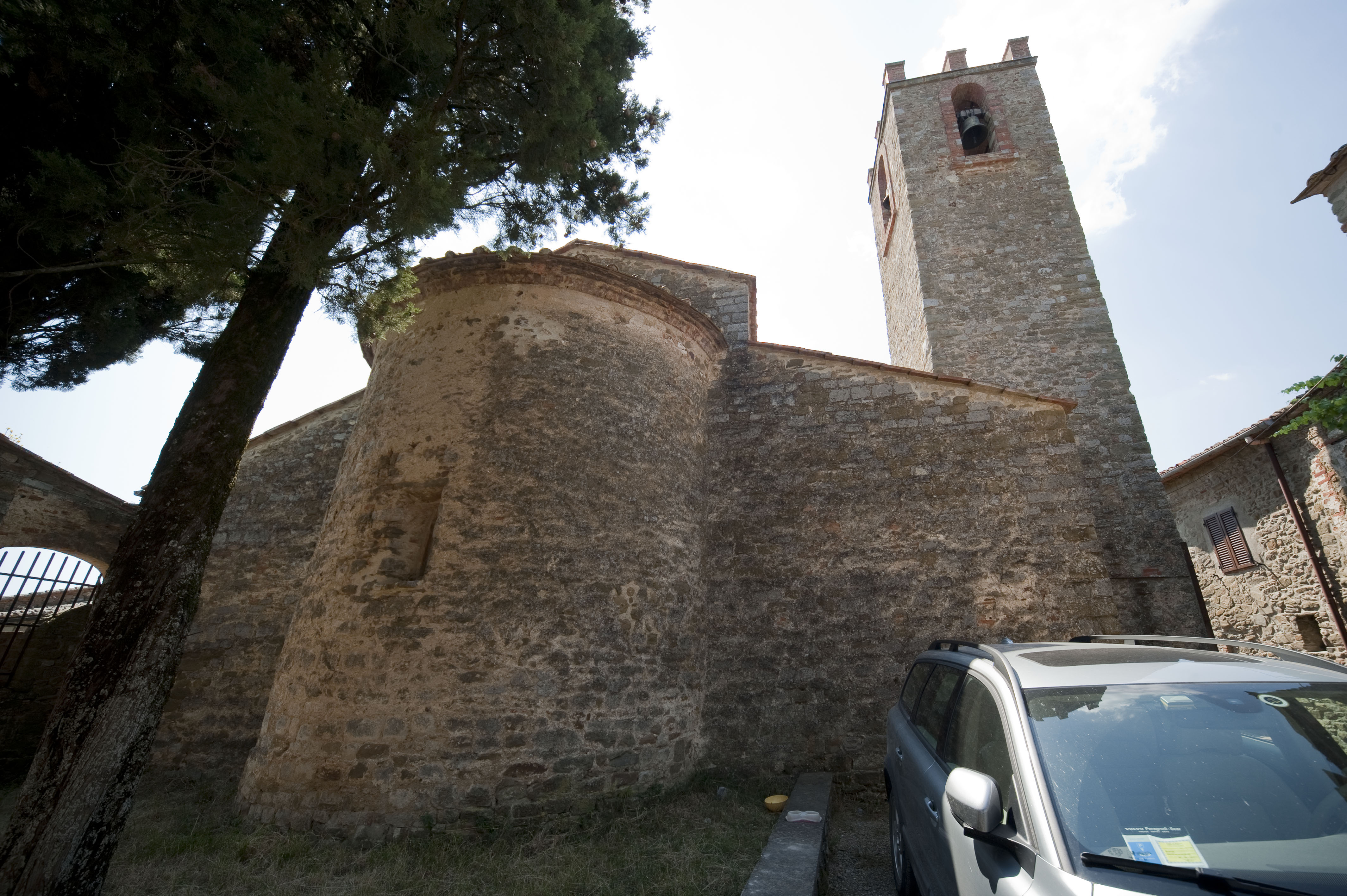
Abside

## Piviere di San Vincenti
- San Miniato a Rapale,
- San Bartolomeo a Rosennano,
- Santa Maria alle Campiglie,
- San Biagio alla Villa S. Martino,
- Abbazia di Monastero d'Ombrone,
- Santa Lucia a Pietra viva,
- Santa Tommaso a Sogna